# 동튀르키스탄의 국가
《구원의 길》(위구르어: قۇرتۇلۇش مارشى, Қуртулуш Марши, Qurtulush Yolida)은 동투르키스탄의 국가로, 메메트 알리 튜피크(Memet Ali Tewfiq)가 1933년에 제작했으며 동튀르키스탄 사람들이 공식 독립 국가로 부른 노래이다.

## 한국어 가사
구원의 길에서
우리의 피는 구원의 길에 물처럼 흘렀다.
우리는 우리의 피와 생명을 바침으로써 마침내 당신을 구했고,
당신의 구원을 위한 마음에 믿음을 가졌다.
아, 우리의 국토, 우리는 피가 얼굴과 눈을 정화
상승 화염, 우리의 이름은 정화 된
우리의 노력은 당신에게 친구 / 연인이 된
노력과 광범위하고 유명한 우리의 조상이었다
우리 조상들의 전투는 역사의 페이지에서 지워지지 않을 것다
그들의 후손은 좌파 전사이고 우리는 그들의 후예이다.
우리는 목숨을 바쳤고, 피를 흘렸고, 적으로부터 복수했다.
만세, 영원히, 우리의 미래가 빛나길.

## 가사
1절
قوزغال، ظويغان، .ظةي خةلقئم قذللذقنئ تاشلا،
جةثلة ر بئلةن هاياتنئ يئثئدئن باشلا.
زذلمةتلةر ظاستئدا شةرقئ تذركئستان ،
خةلقئمئزنئث كأزئدئن ظاقتئ قان – ياشلار.
후렴
قوزغال ، بئرلةش، قوزغال ، بئرلةش،
قوزغال, بئسمئللاه، ظاللاهذ ظةكبةر
2절
قوزغال، قذتقاز, زذلذمدا ظئثرئغان ظةلنئ،
جانغا پاتتئ بذ زذلذم كإتمة ظةجةلنئ.
گةرچة دذشمةن ظةجدئهاردةل بولسئمذ سذرلذك،
پةقةت بئرلئك قذتقذزار ظةزئز ؤةتةننئ.
3절
قوزغال ، ظاتلان ظةي ظذلذق ظوغذز ظةؤلادئ،
بئزگة مةدةتتذر هةرزامان كأك بأرة روهئ.
شئهئتلةر ظازذسئ تئنئمئزدة قان ،
كار قئلالماس هچئقاچان دذشمةنلةر قةستئ .
4절
قوزغال ، قوزغال، ظةي ظذلذق ظذيغذرذم قوزغال ،
هأرلذك ظإچإن جةث قئلماق بئزدئكئ ظارمان .
ظإمئد كإتمة هئچكئمدئن ظأمئد ظأزئمئز ،
دئلئمئزدا ظئمان بار ظاللادذر دةرمان .